# Wjatscheslaw Jemeljanowitsch Drjagin
Wjatscheslaw Jemeljanowitsch Drjagin (russisch Вячеслав Емельянович Дрягин; * 20. September 1940 in Kirow; † 22. Februar 2002) war ein sowjetischer Nordischer Kombinierer. Er startete zwischen 1964 und 1972 dreimal bei Olympischen Winterspielen und gewann Bronze bei den Weltmeisterschaften 1970.

## Werdegang
Seinen ersten großen Erfolg feierte Drjagin mit dem siebenten Platz bei den Olympischen Winterspielen 1964 in Innsbruck, die zugleich als Nordische Skiweltmeisterschaften gewertet worden. Dabei erreichte er im Springen Platz 10 und im Skilanglauf Platz 12. Vier Jahre später bei den Winterspielen 1968 in Grenoble wurde er im Einzel Achter.
Drjagin startete zwei Jahre später bei den Nordischen Skiweltmeisterschaften 1970 in Štrbské Pleso. Im Einzel der Kombination gewann er hinter dem Tschechoslowaken Ladislav Rygl und seinem Landsmann Nikolai Nogowizyn die Bronzemedaille. Dabei musste er sich diesem nur um 0,34 Punkte geschlagen geben.
Bei seinen dritten Olympischen Winterspielen 1972 in Sapporo ging er mit mittlerweile 31 Jahren erneut an den Start und konnte noch einmal den 29. Platz erreichen.